# Wydział Ekonomii Europejskiego Uniwersytetu Viadrina
Wydział Ekonomii Europejskiego Uniwersytetu Viadrina (niem. Wirtschaftswissenschaftische Fakultät der Europa-Universität Viadrina) - jeden z trzech wydziałów Europejskiego Uniwersytetu Viadrina we Frankfurcie nad Odrą.
Obecnym dziekanem wydziału jest prof. Sven Husmann.

## Kierunki studiów
Wydział oferuje wiele kierunków:
- ekonomia (VWL),
- zarządzanie (BWL),
- zarządzanie międzynarodowe (IBWL),
- międzynarodowa administracja biznesu (IBA),
- informatyka w biznesie międzynarodowym (MBI)
- zarządzanie w Europie Środkowo-Wschodniej (MBA).

## Doktorzy honoris causa wydziału

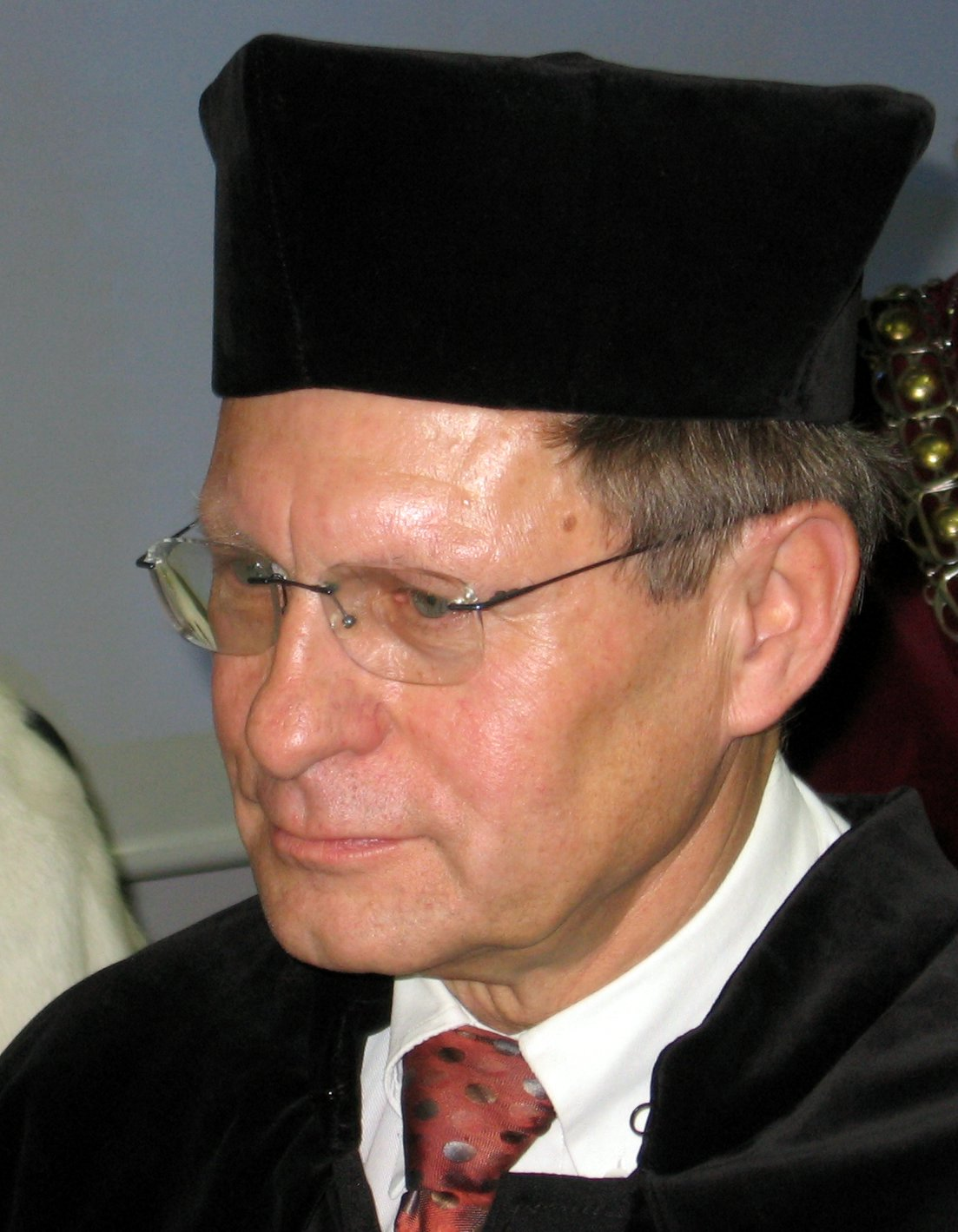
Leszek Balcerowicz (2001)
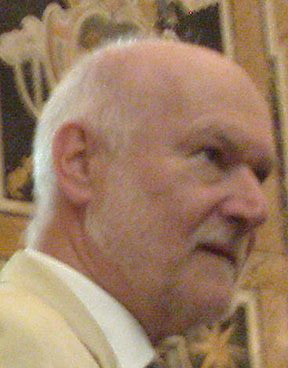
Joachim Starbatty (1995)